# Labirinto

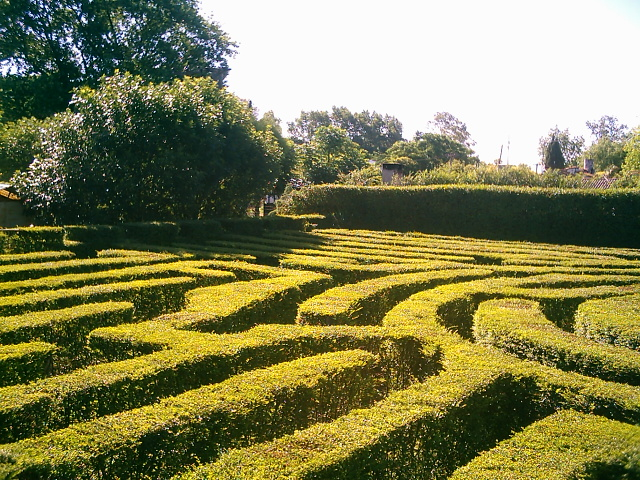
I labirinti botanici sono stati anche usati come attrazioni per i giardini delle ville

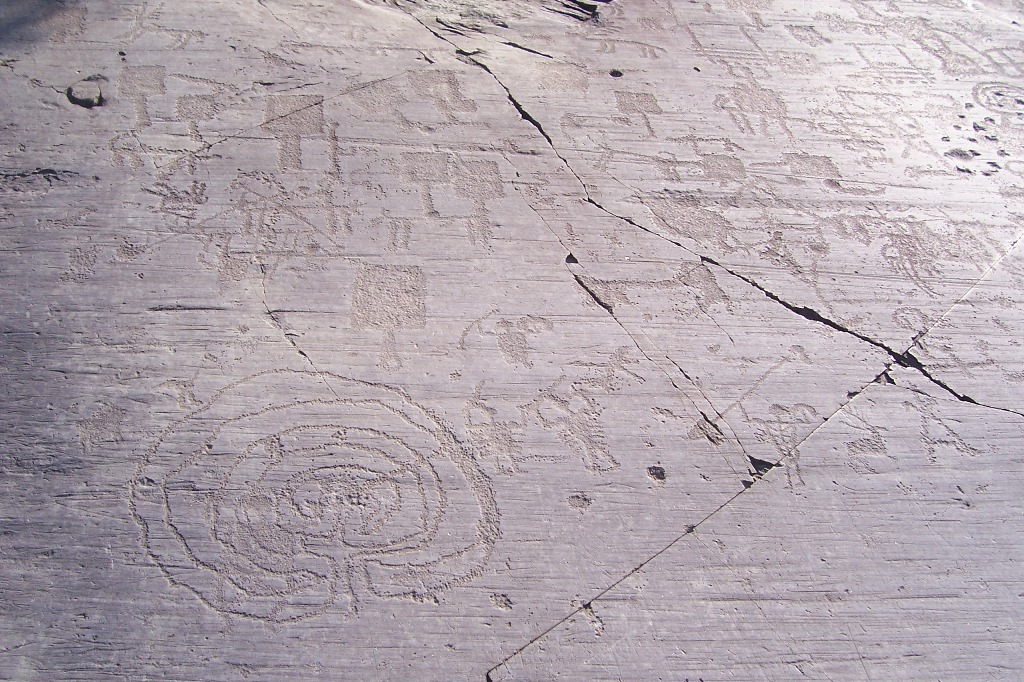
Labirinto sulle incisioni rupestri della Valcamonica

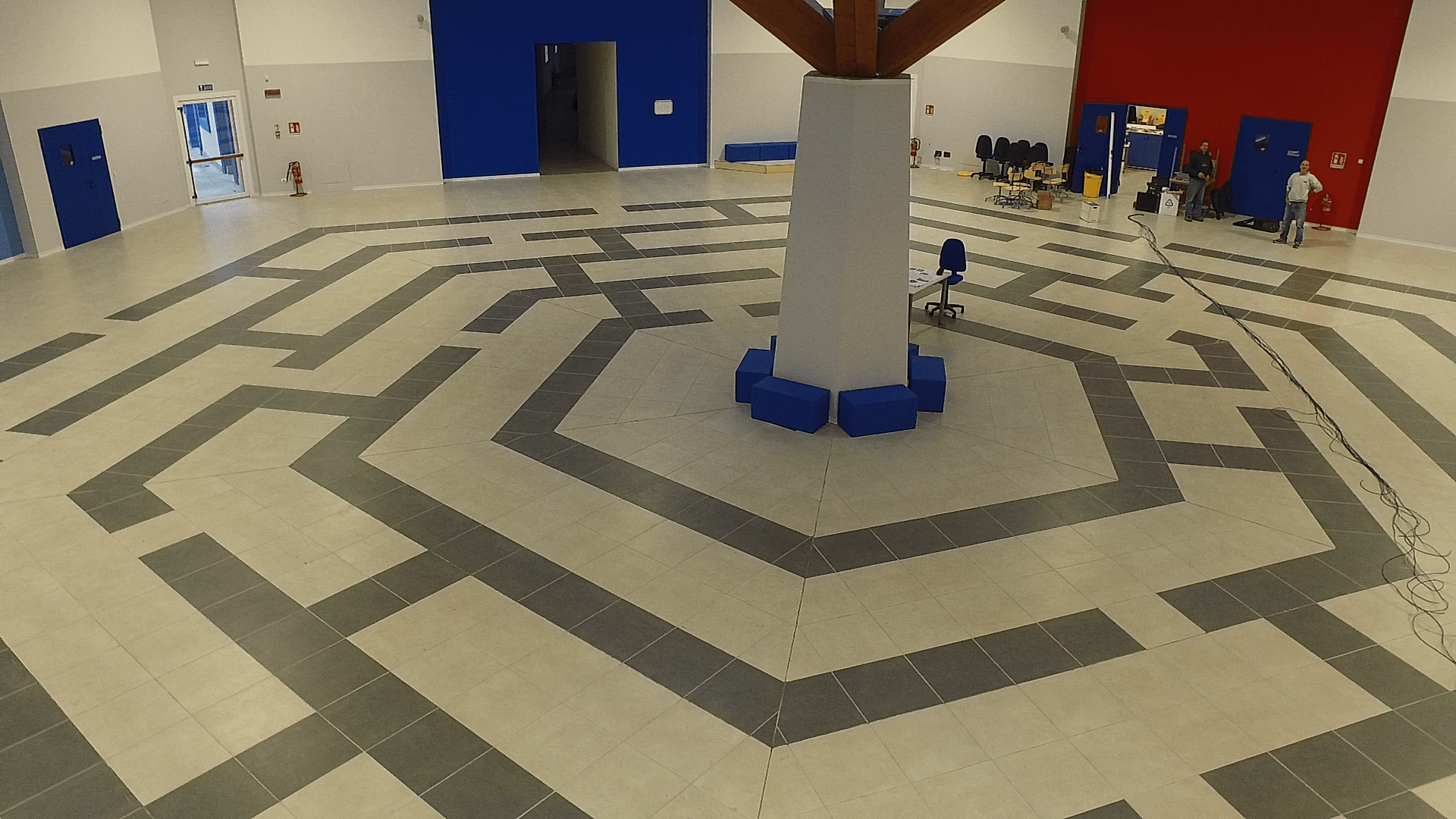
Labirinto in gres 60x60 nell'atrio centrale della scuola G. Monteverde ad Acqui Terme

Il labirinto è una struttura, solitamente di vaste dimensioni, costruita in modo tale che risulti difficile per chi vi entra trovare l'uscita.
Anticamente per lo più unicursale, ovvero costituito da un unico involuto percorso che conduceva inesorabilmente al suo centro, il labirinto è poi diventato sinonimo di tracciato multiviario o multicursale. In alternativa un tracciato inestricabile di strade, si può definire come un dedalo, termine chiaramente nato dalla figura del mitico Dedalo, il leggendario costruttore del labirinto di Creta per il re Minosse, il più noto tra quelli dell'antichità.

## Origine del nome
Labirinto deriva dal nome greco labýrinthos (λαβύρινθος), usato nella mitologia per indicare il labirinto di Cnosso. La parola è di origine pre-greca e Arthur Evans espresse la sua ipotesi supponendo la sua derivazione dal lidio labrys, bipenne, l'ascia a due lame, simbolo del potere reale a Creta. "Labirinto" vuol dire "palazzo dell'ascia bipenne" con il suffisso -into a significare "luogo" sul modello del greco Corinto, cioè il palazzo del re Minosse a Cnosso. La planimetria era intricata al punto da far supporre che l'ispirazione per la leggenda del labirinto fu raccolta proprio da questa specifica situazione. A sostegno dell'ipotesi sono state ritrovate all'interno del palazzo diverse raffigurazioni dell'ascia bipenne. La connessione tra "bipenne" e "luogo intricato" sarebbe data dalla pietra e la parola in origine avrebbe significato "gallerie nelle miniere", da un relitto egeo *labur-, "pietra".
Un'ipotesi alternativa è stata avanzata da Giovanni Pugliese Carratelli. Una serie di toponimi caratterizzati dai suffissi -ss- o -tt- e -nd o -nt(h)- (per esempio Parnassós, Labýrinthos, Kórinthos, Zakynthós) indicherebbero la linea di espansione luvia, ricca di fermenti culturali dall'Anatolia a Creta allo Ionio, se non anche oltre, lungo quella "rotta dei metalli", seguita in epoca storica anche da fenici e greci.

## Labirinti dell'antichità

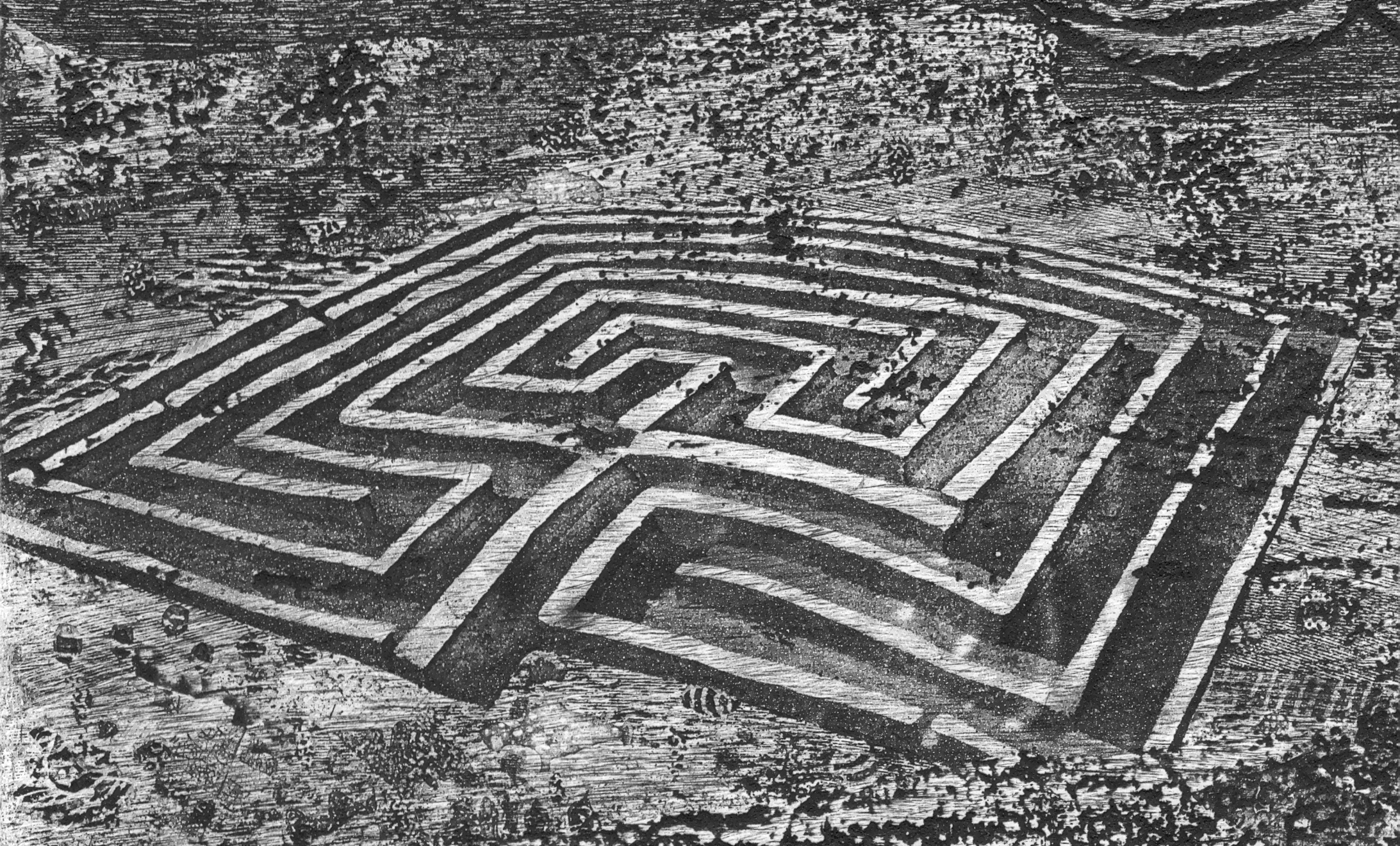
Labirinto classico

Lo storico latino Plinio nella sua Naturalis historia menziona quattro labirinti: il labirinto di Cnosso a Creta, il labirinto di Lemno in Grecia, il labirinto di Meride in Egitto e il labirinto di Porsenna in Italia.
Il termine "labirinto" indicava sempre soltanto un labirinto unicursale, con una sola entrata e un unico vicolo cieco in fondo al percorso, di forma quadrata o più spesso circolare come nell'illustrazione; questo tipo di labirinto è conosciuto come "labirinto classico". Nel dialogo socratico Eutidemo, Platone fa parlare Socrate descrivendo la struttura labirintica del dialogo: 
Risulta evidente da queste righe come Platone parli di un labirinto unicursale, in cui le uniche due possibilità sono di giungere alla meta o di ritrovarsi al punto di partenza, cioè all'entrata.

### Labirinti antichi nel Nuovo Mondo
Nella cultura dei nativi americani un mito del popolo dei Tohono O'odham parla di un dio creatore, conosciuto con il nome di I'itoi, che risiede in un labirinto sotterraneo. Il labirinto sarebbe stato scavato dal dio sotto la montagna di Baboquivari, in Arizona, per confondere i propri nemici e impedire loro di seguirlo e si crede che gli antenati dei primi Tohono O'odham siano stati portati sulla superficie dal labirinto sotterraneo di I'itoi, dove anticamente risiedevano. Della leggenda rimane un motivo decorativo che ritrae un uomo stilizzato all'ingresso di un labirinto, molto frequente nelle incisioni rupestri e nei cesti prodotti dai nativi.

## Labirinti medievali

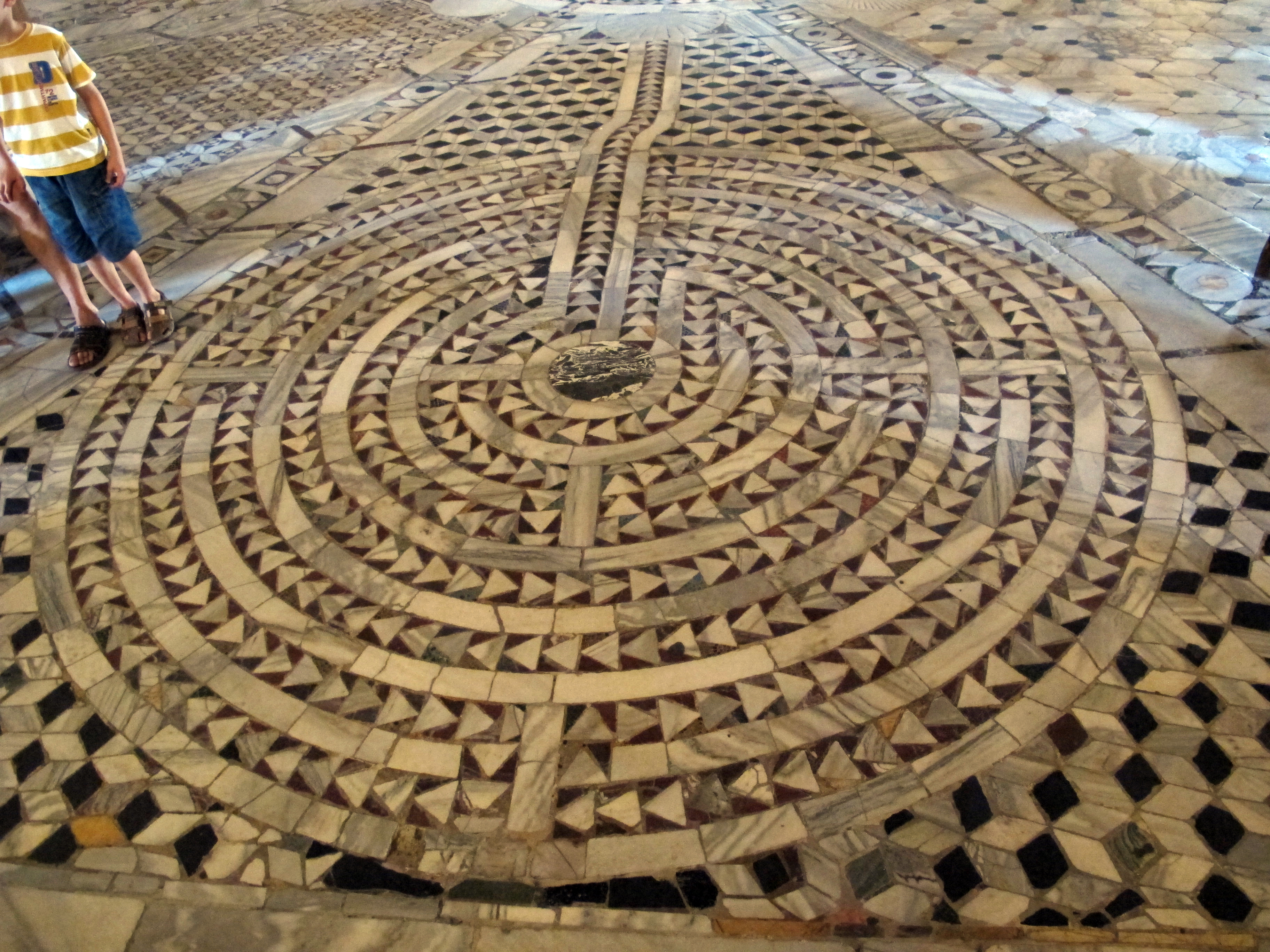
Labirinto rappresentato nella Basilica di San Vitale a Ravenna.

Il più antico labirinto in una chiesa cristiana è quello sul pavimento della Basilica di San Vitale a Ravenna (VI secolo). 

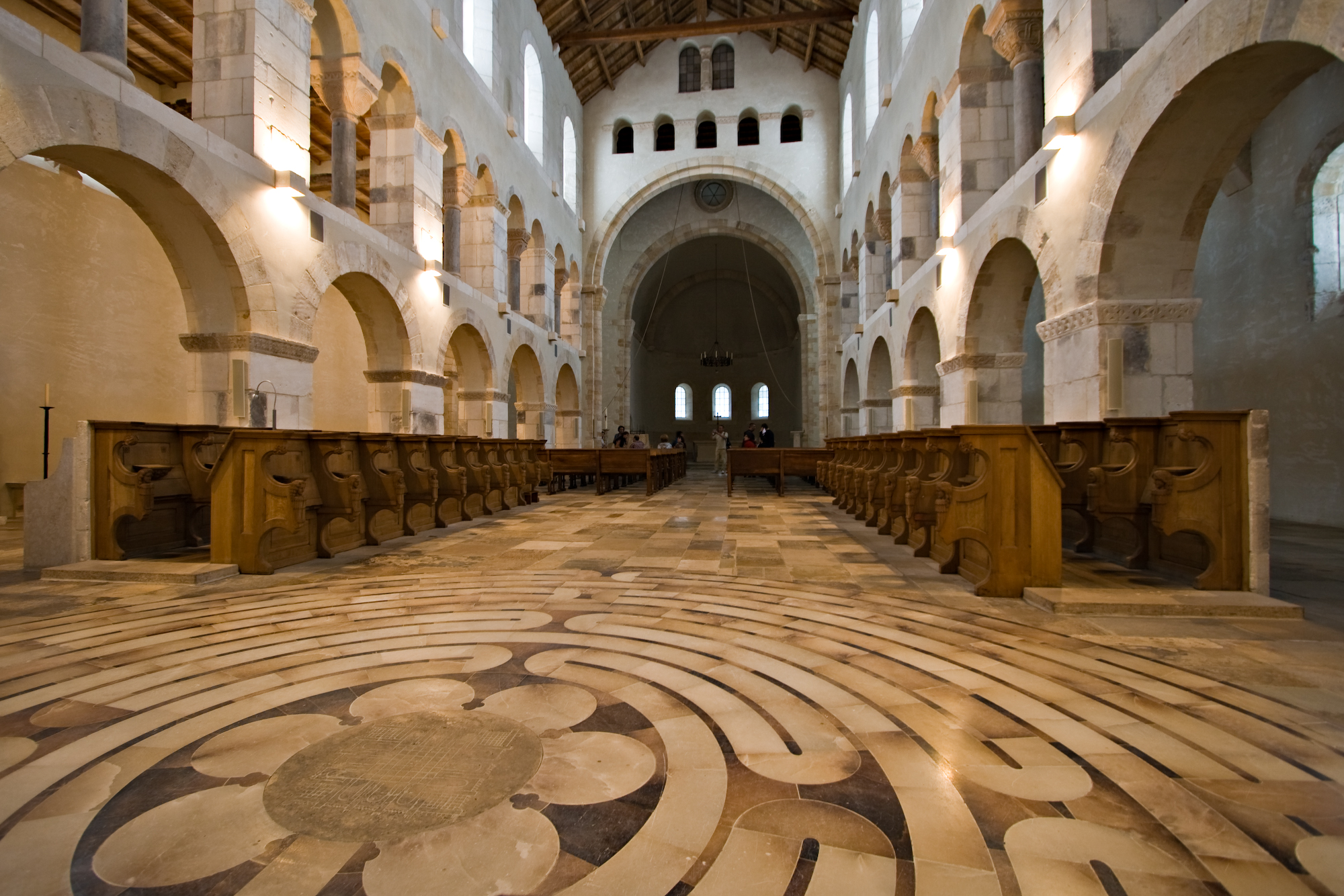
Labirinto nella abbazia trappista di Notre-Dame de Saint-Rémy, Vallonia, Belgio

Durante il dodicesimo e il tredicesimo secolo un tracciato a forma di labirinto, sempre unicursale, iniziò a essere raffigurato nella pavimentazione interna delle cattedrali gotiche, come nel caso del duomo di Siena, di Lucca, e delle cattedrali di Chartres, Reims e Amiens in Francia. Questi labirinti rappresentano il cammino simbolico dell'uomo verso Dio e spesso il centro del labirinto rappresentava la "città di Dio", la Gerusalemme celeste. La funzione del labirinto è quella di essere un simbolo del pellegrinaggio o del cammino di espiazione: spesso veniva percorso durante la preghiera e aveva la validità di un pellegrinaggio per chi non poteva intraprendere un vero viaggio. Il passaggio attraverso il labirinto era chiamato anche "pellegrinaggio". Bisognava seguire un cammino obbligato e durante il tragitto non si poteva mai ripassare attraverso un punto già superato o abbreviare il percorso. La lunghezza e la tortuosità del percorso alludevano alle difficoltà che si possono incontrare seguendo il cammino spirituale. Con il passare del tempo questa originale funzione andò perduta e il labirinto sulla pavimentazione iniziò a essere visto sempre più spesso come "un gioco senza senso, una perdita di tempo", quindi molti di essi vennero distrutti. 

Sulla quarta di copertina dell'edizione Bompiani del romanzo Il nome della rosa, Umberto Eco riporta una nota riferita all'immagine sulla copertina, che recita: 
Nello stesso periodo furono costruiti più di 500 labirinti in Scandinavia, con differenti scopi. Questi labirinti, costruiti per lo più in riva al mare, erano costituiti da pietre allineate a formare un percorso intricato nel quale si credeva potessero essere intrappolati gli spiriti maligni o i venti sfavorevoli alla spedizione di pesca. Il pescatore entrava nel labirinto e, raggiuntone il centro, incitava gli spiriti a seguirlo, per poi fuggire fuori. Questi labirinti sono conosciuti con diversi nomi, tutti traducibili con le parole "Città di Troia" (Troy Town in inglese): il nome deriva dalla leggenda secondo la quale le mura della città di Troia erano costruite in modo così complesso da impedire l'uscita ai nemici che vi fossero entrati.

## Labirinti del Rinascimento e dell'Età Moderna
I labirinti vegetali, o di verzura, sono realizzati a partire dal Rinascimento con siepi di diverse specie all'interno dei sontuosi giardini della nobiltà. Oggigiorno se ne contano oltre quattrocento in diversi paesi.
In Italia troviamo labirinti vegetali in Veneto, in bosso nei giardini di Villa Pisani a Stra e di Villa Barbarigo a Valsanzibio, nel giardino di Villa Giusti a Verona e nel parco del Castello di San Pelagio in provincia di Padova. A Venezia sull'Isola di San Giorgio Maggiore si trova un labirinto in bosso che s'ispira al racconto  Il giardino dei sentieri che si biforcano, opera dello scrittore argentino Jorge Luis Borges. Altri labirinti si trovano in Piemonte nei giardini del Castello di Masino a Caravino e in quelli della Reggia di Venaria Reale (Torino) che ha un labirinto di girasoli; nel Lazio in provincia di Viterbo al Castello Ruspoli; in Toscana a Villa Garzoni (Collodi).
In Sicilia in provincia di Ragusa si trova un labirinto in pietra nel castello di Donnafugata.
A Vienna il castello di Schönbrunn ha un antico labirinto. In Francia sono celebri i labirinti dei giardini di Reignac-sur-Indre, del castello di Chenonceau e del castello di Villandry. In Gran Bretagna la residenza reale di Hampton Court ha un famoso labirinto, mentre il più lungo del mondo si trova a Longleat-Hedge-Maze. In Cornovaglia si trova il labirinto di Glendurgan, in Irlanda del Nord quello di Castlewellan (Castlewellan Forest Park).
Molti labirinti di siepi sono presenti anche in Australia, Stati Uniti, Cina, Argentina, Messico e Indonesia.

## Labirinti contemporanei

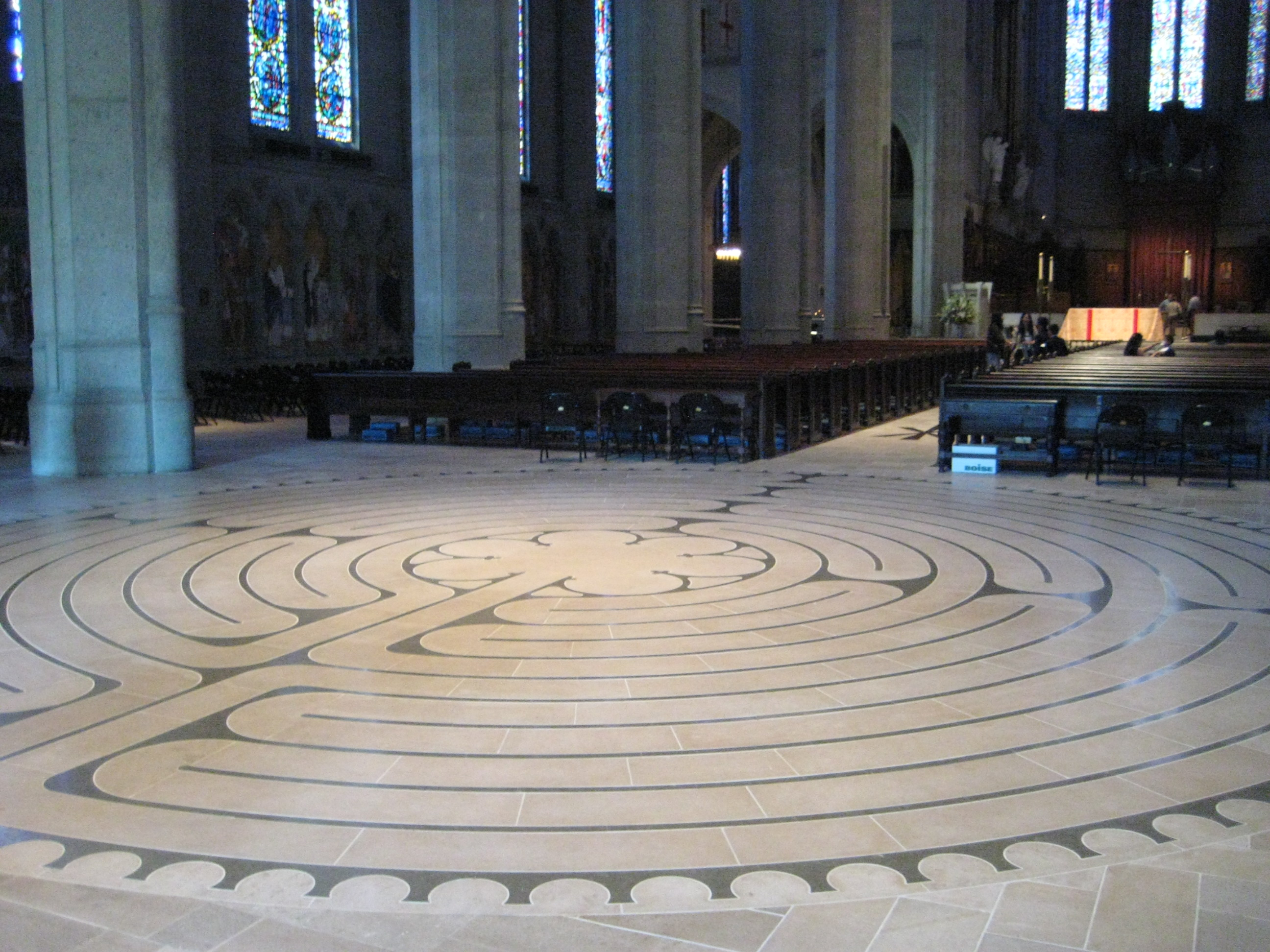
Labirinto all'interno della Grace Cathedral, San Francisco

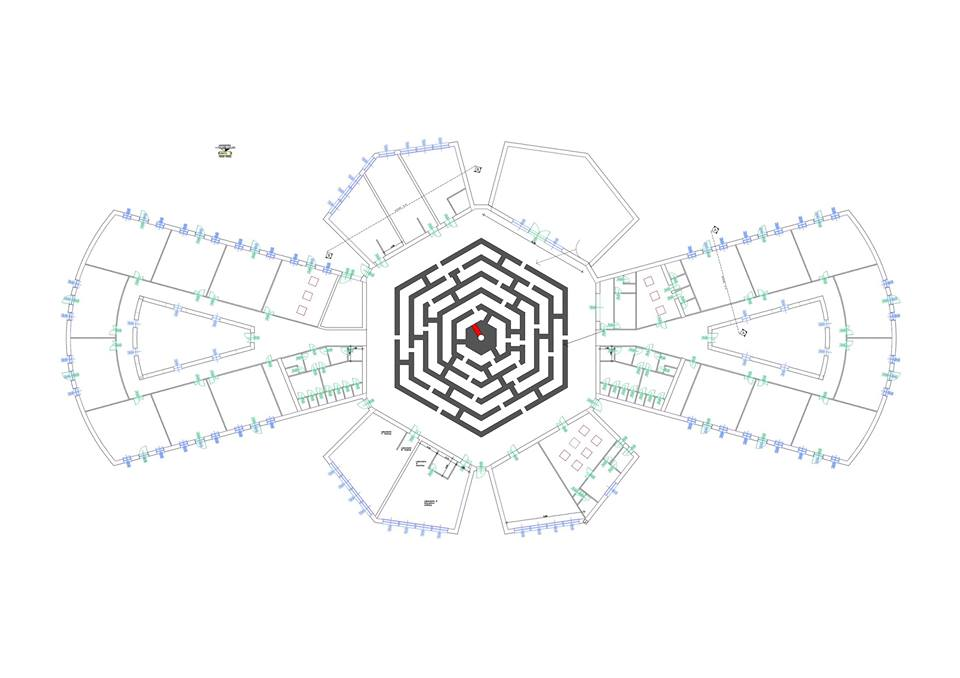
Pianta della scuola Monteverde di Acqui Terme: il labirinto è collocato nell'atrio centrale. Esistono 6 ingressi al labirinto, ma solo quello posizionato davanti ai laboratori raggiunge il centro, a significare che quando l'esperienza e le nozioni si armonizzano nel percorso didattico-formativo si raggiunge l'obiettivo

Dal Dopoguerra in avanti il labirinto come simbolo vive un nuovo rinascimento, si sperimentano forme e materiali, si realizzano labirinti vegetali ed installazioni in aeroporti, zoo, scuole, biblioteche e con opere di land art. Recentemente si è ripreso il simbolo del labirinto con nuovo interesse e sono state riprese le tecniche costruttive che caratterizzano il labirinto. Alcuni esempi sono il Willen Park di Milton Keynes e il Tapton Park di Chesterfield in Inghilterra, la Grace Cathedral di San Francisco, la Old Swedes Church di Wilmington (Delaware) negli Stati Uniti, il labirinto nella zona del vecchio porto di Montréal e la Trinity Square a Toronto, in Canada.
In Italia è stato realizzato un labirinto di circa 700 m² nello spazio polifunzionale della Scuola Monteverde ad Acqui Terme. A Fontanellato, in provincia di Parma, si trova il Labirinto della Masone, un parco culturale con un grande labirinto di bambù (il più grande del mondo, tra quelli a struttura fissa e non stagionali) voluto e costruito dall'editore Franco Maria Ricci e seguito delle sue conversazioni con Jorge Luis Borges.

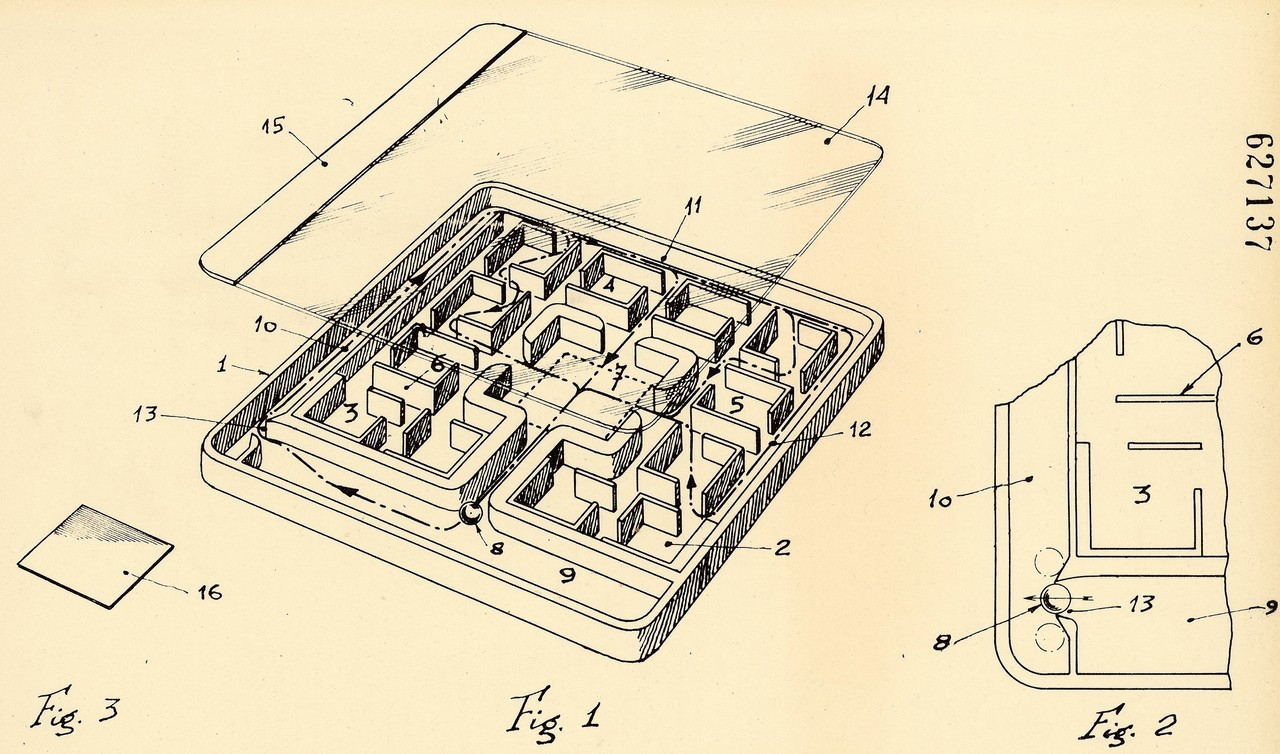
Brevetto di un bigliardino a labirinto, Afragola 1961

## Il labirinto nella cultura
Il tema del labirinto è stato ripreso da vari artisti, nella letteratura e nelle arti grafiche, sfruttando di volta in volta diverse metafore evocate dall'immagine del labirinto. Lo scrittore Massimo Cacciari ne ha rilevato anche la forte valenza filosofica, mentre in Umberto Eco esso assurge a metafora della filosofia medievale dentro i cui oscuri misteri si inoltrano i monaci del romanzo Il nome della Rosa, alla ricerca della sapienza simboleggiata dall'allegoria della biblioteca che ne costituisce il contraltare luminoso.

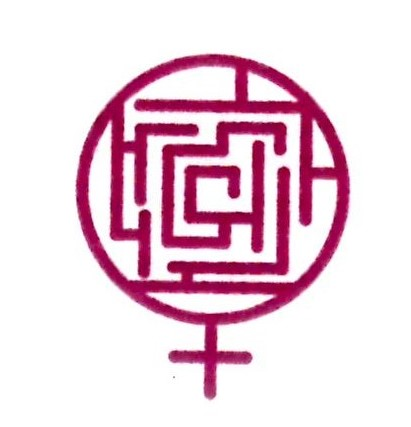
Esempio di logo che include in labirinto (Logo della Casa della Donna di Pisa) a forma di simbolo di Venere

In un'opera teatrale della drammaturga macedone Ilinka Crvenkovska la metafora del labirinto è usata per indagare la capacità dell'uomo di controllare il proprio destino. Nella rappresentazione Teseo è ucciso dal Minotauro, che a sua volta viene ucciso dagli abitanti della città.
Jorge Luis Borges ha dedicato diverse novelle al tema del labirinto, che spesso simboleggia l'imperscrutabilità del disegno divino che ha creato l'universo (come ne La biblioteca di Babele, La casa di Asterione), o l'universo stesso (come ne I due re e i due labirinti), o la conoscenza umana, pur sempre limitata però rispetto a quella divina (L'immortale, oppure Esame dell'opera di Herbert Quain); o ancora l'intrico della trama ordita da un uomo (Il giardino dei sentieri che si biforcano, o Abenjacàn il Bojarì, ucciso nel suo labirinto).
(J.L.Borges, La casa di Asterione)
Gran parte delle opere di Borges partecipano in misura minore o maggiore del labirinto e hanno influenzato altri autori, come ad esempio Umberto Eco con Il nome della rosa e Mark Z. Danielewski con Casa di foglie. In particolare nel romanzo Il nome della rosa Eco parla del labirinto all'interno della biblioteca del monastero come di un labirinto multicursale, cioè un labirinto con più percorsi, a differenza di quelli a percorso unico come si usavano costruire all'epoca (1327). Con questo l'autore commette un anacronismo. probabilmente volontario, perché in un labirinto unicursale sarebbe stato impossibile perdersi e la trama ne avrebbe risentito; i primi labirinti multicursali nacquero infatti intorno alla metà del sedicesimo secolo, disegnati dall'architetto italiano Francesco Segala. Lo stesso Umberto Eco, nel saggio Dall'albero al labirinto, traccia la storia del tentativo di classificare la realtà tramite un dizionario o un'enciclopedia e associa l'evoluzione dell'enciclopedia all'evoluzione storica del labirinto, da unicursale a multicursale a rete.
La "sfida del labirinto" è un saggio di Italo Calvino pubblicato sulla rivista Il Menabò (numero 5, 1962) in cui lo scrittore sostiene che, poiché il mondo moderno è un labirinto di possibilità, incertezze e pericoli, l'atteggiamento più giusto e più umano è quello di chi ci si avventura dentro con coraggio, opponendo la forza della ragione e dell'arte all'avanzare distruttivo e insensato del caos.
Molti altri autori si sono occupati di labirinti, come ad esempio l'autore di fantascienza Roger Zelazny che nella serie di romanzi delle Cronache di Ambra cita un labirinto chiamato "il Disegno" che permette a chi lo percorre di muoversi verso realtà alternative.
Nelle arti figurative il labirinto è usato come soggetto ad esempio da Piet Mondrian (Diga e Oceano, 1915), Joan Miró (Labirinto, 1923), Pablo Picasso (Minotauromachia, 1935), Maurits Escher (Relatività, 1953), Friedensreich Hundertwasser (Labirinto, 1957), Jean Dubuffet (Logological Cabinet, 1970), Richard Long (Connemara sculpture, 1971), Aldo Spinelli (Labirinto, 1972), Joe Tilson (Earth Maze, 1975), Richard Fleischner (Chain link maze, 1978), Istvàn Orosz (Atlantis anamorphosis, 2000).
Il labirinto compare anche nel cinema, per esempio in Il gabinetto del dottor Caligari (compresa la fuorviante versione del 1962), Noi siamo le colonne, Fellini Satyricon, Gli insospettabili, L'uovo del serpente, Shining di Stanley Kubrick che modifica le siepi animate dell'omonimo romanzo di Stephen King e mantiene la struttura labirintica dell'Overlook Hotel, Tron, Labyrinth - Dove tutto è possibile, Il nome della rosa dall'omonimo romanzo di Eco, Orlando, Cube - Il cubo, Il labirinto del fauno, Inception.
Nella letteratura moderna per ragazzi la figura del labirinto compare in Harry Potter e il calice di fuoco, Percy Jackson e gli dei dell'Olimpo: la battaglia del labirinto e Il labirinto, romanzo di James Dashner.

## Metodi per uscire da un labirinto
Il matematico svizzero Eulero fu uno dei primi ad analizzare matematicamente i labirinti, gettando le basi della branca della matematica nota come topologia. Sono stati sviluppati vari algoritmi di risoluzione dei percorsi dei labirinti.

### Algoritmo random
L'algoritmo random consiste nel proseguire nel labirinto finché non viene raggiunto un incrocio, e a quel punto fare una scelta casuale sulla via da prendere. L'algoritmo prevede di tornare indietro nel caso ci si trovi di fronte a un vicolo cieco. È un metodo molto semplice, che può essere eseguito anche da robot poco raffinati.

### Regola della mano
Il procedimento consiste nell'appoggiare la mano destra, o la sinistra, alla parete destra del labirinto, o rispettivamente alla parete sinistra, all'entrata del labirinto e scegliere l'unico percorso che permetta di non staccare mai la mano dalla parete scelta fino a raggiungere una delle eventuali altre uscite o il punto di partenza. Nel caso particolare di una sola uscita l'algoritmo conduce a un vicolo cieco da cui si ritorna al punto di partenza semplicemente continuando a seguire la parete prescelta.

### Algoritmo di Tremaux
L'algoritmo di Tremaux, o metodo iterativo, consiste nel seguire un percorso scelto a caso all'interno del labirinto fino a raggiungere un incrocio e marcare la via che è stata percorsa fino a quel momento: nel caso in cui il corridoio conduca a un vicolo cieco è necessario tornare indietro fino all'incrocio precedente, marcando la via all'andata e al ritorno. Quando si giunge a un incrocio di più corridoi si prende preferibilmente una via che non è stata segnata come percorsa in precedenza e se ciò non è possibile si prende una via percorsa una sola volta. In ogni caso non è permesso scegliere una via che è stata già marcata due volte. Iterando il procedimento per ogni incrocio che si trova sul proprio percorso, l'algoritmo permette di raggiungere l'uscita o, se il labirinto non ha altre uscite oltre a quella imboccata per entrare, di tornare all'entrata.

## Il labirinto negli esperimenti psicologici
Labirinti di piccole dimensioni in cui vengono introdotti tipicamente topi o ratti sono usati negli esperimenti psicologici. Alcuni esempi sono:
- il labirinto a T utilizzato dallo psicologo nordamericano Edward Lee Thorndike,[17]
- il labirinto di Barnes,
- il labirinto acquatico di Morris,
- il labirinto a bracci radiali.

## Lista di labirinti aperti al pubblico

### Africa
- Serendipity Maze, Città del Capo, Sudafrica
- Soekershof Walkabout Mazes and Botanical Gardens[18], Robertson, Sudafrica

### Asia
- Gardens Shopping Mall, Dubai (il più grande labirinto coperto del mondo[19])

sembra che questo labirinto sia stato progettato, ma non ancora realizzato
Cina
- Labirinto dei fiori gialli, Palazzo d'estate, Pechino

Giappone
- Hikimi no Meiro[20], Masuda, prefettura di Shimane
- Kodama no Mori[21], Kiso, prefettura di Nagano
- Kyodai Meiro Palladium[22], Nikkō, prefettura di Tochigi
- Sendai Hi-Land[23], Sendai, prefettura di Miyagi
- Shirahama Energy Land[24], Shirahama, prefettura di Wakayama

### Oceania
- The Maze[25], Perth, Australia
- Puzzling World[26], Wanaka, Nuova Zelanda

### Europa
Austria

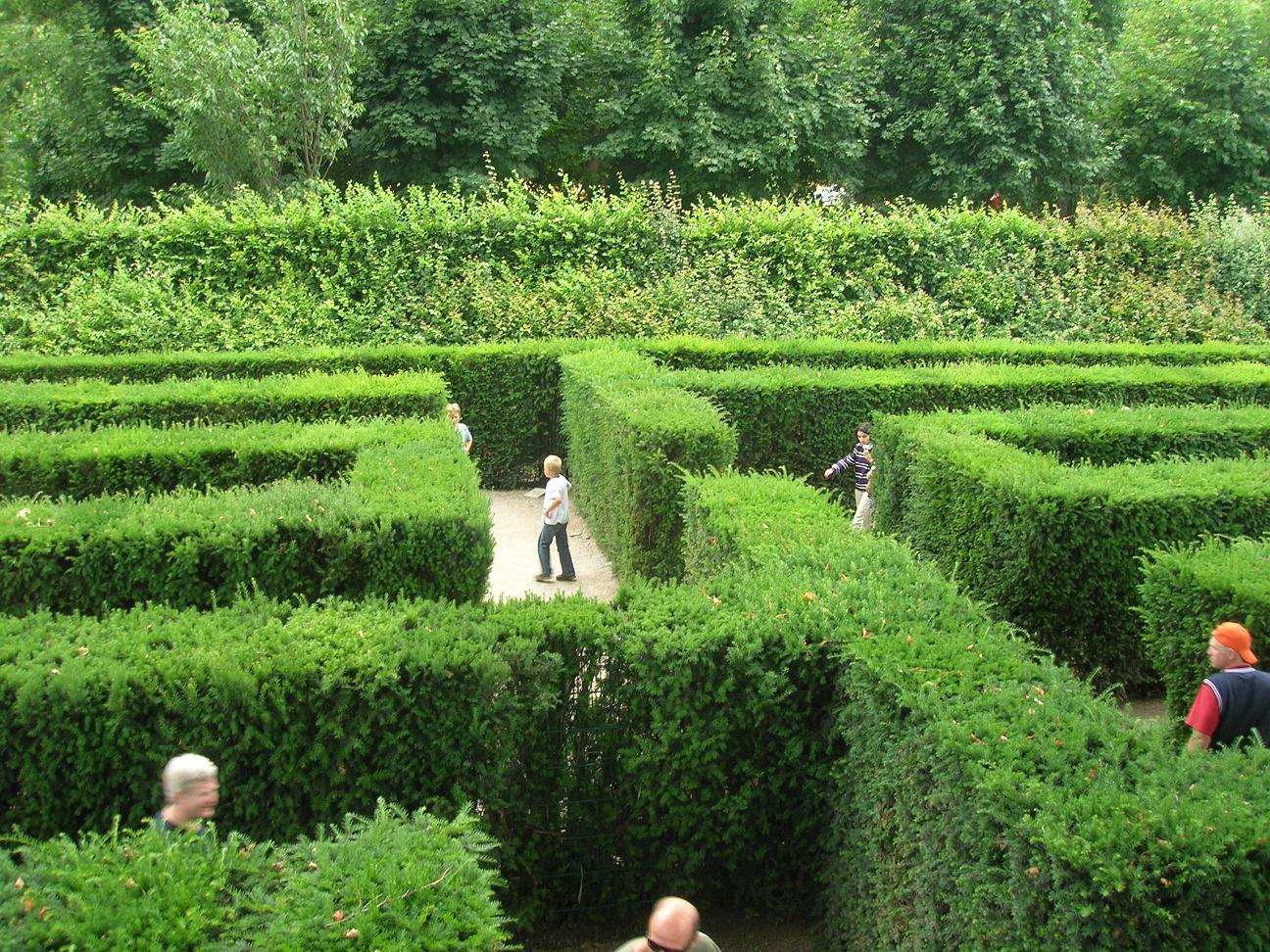
Scorcio del labirinto del castello di Schönbrunn, Austria

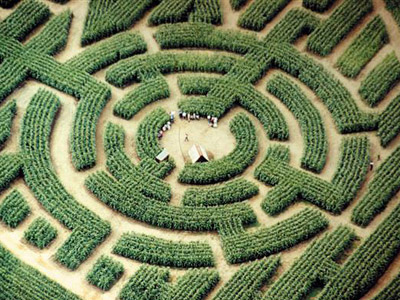
Il Labirinto di Barvaux-Durbuy, Belgio

Planimetria del labirinto di Hampton Court a Richmond upon Thames (Londra), Gran Bretagna

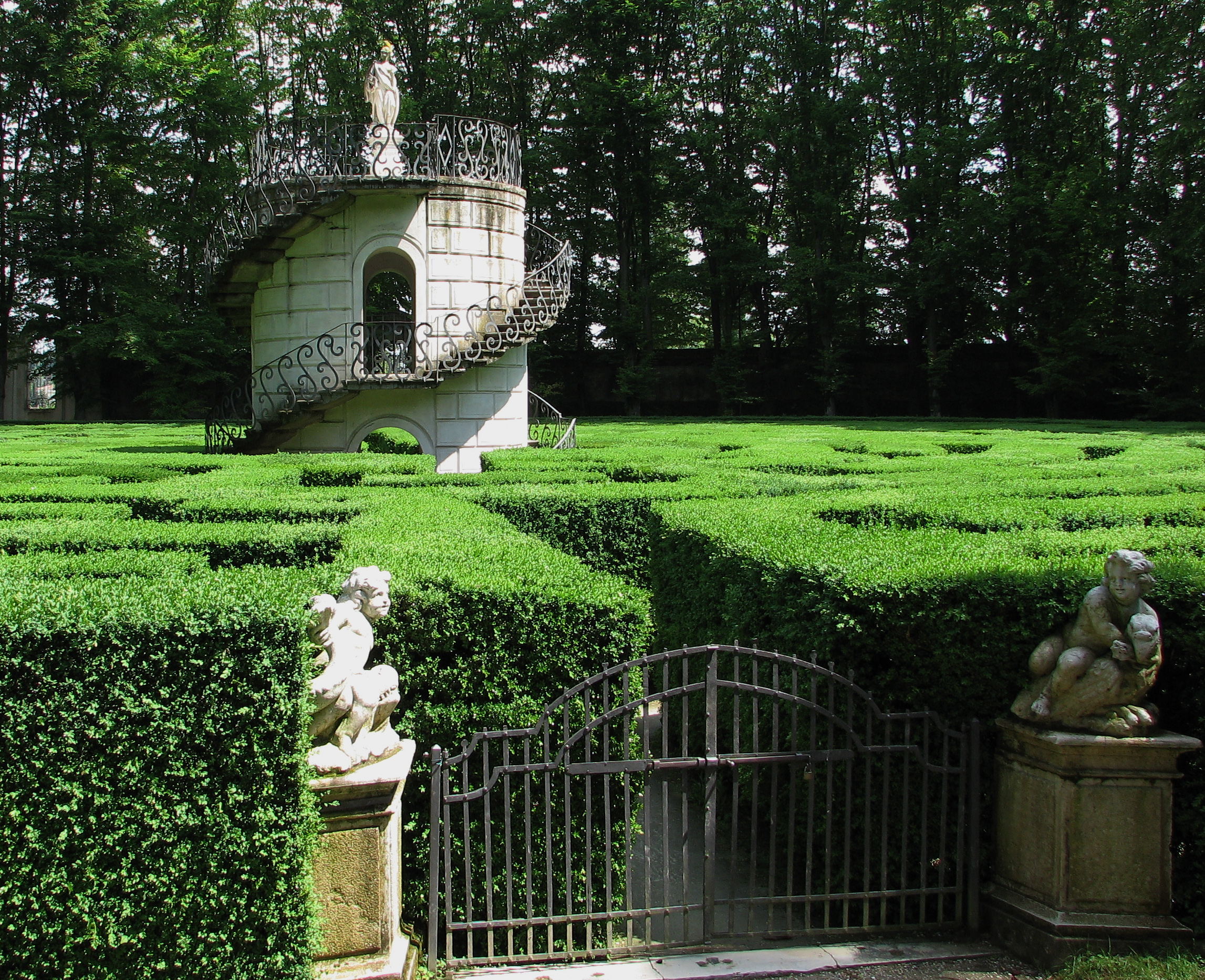
Il labirinto di Villa Pisani a Stra, Italia

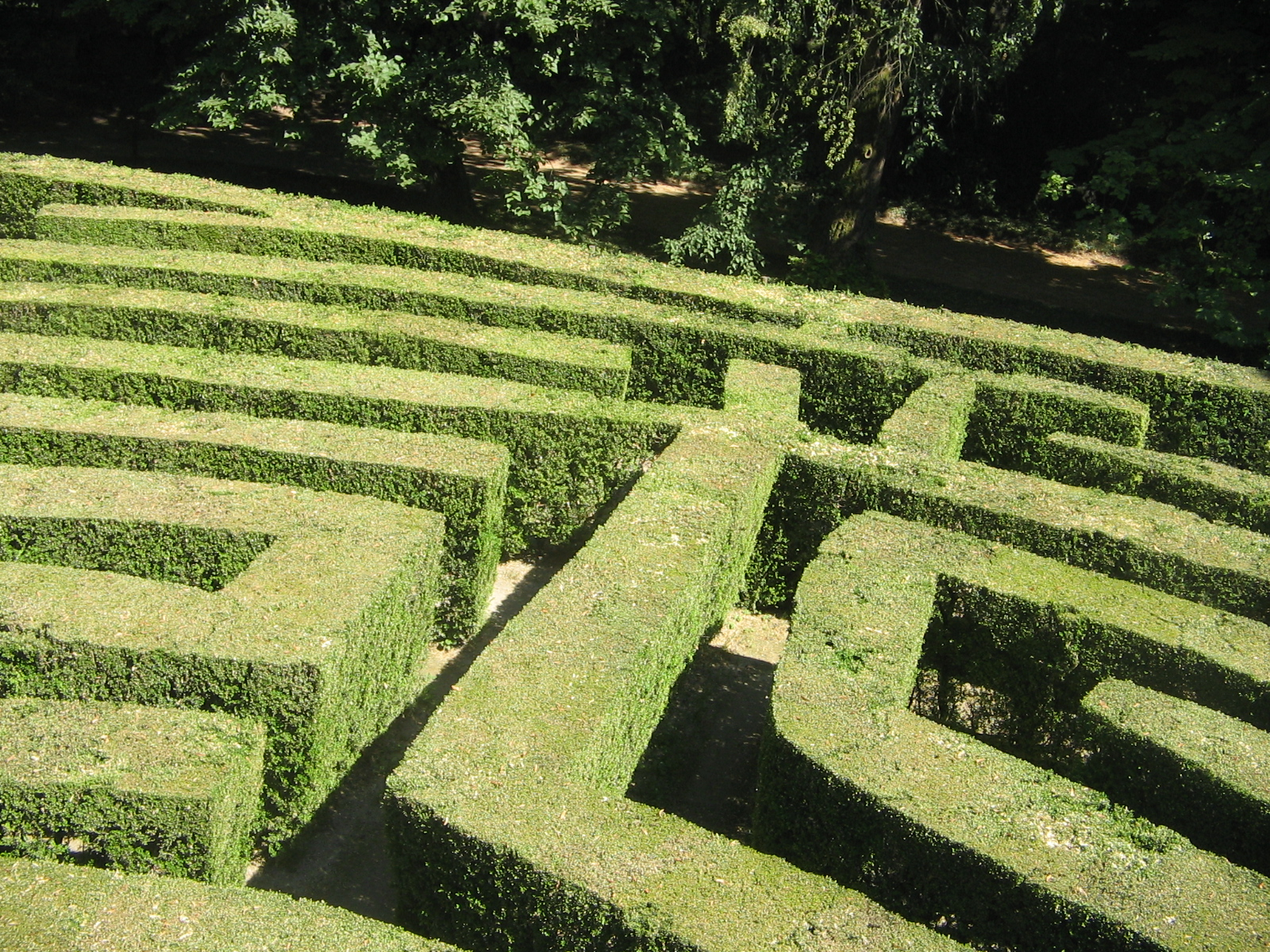
Dettaglio del labirinto di Villa Pisani a Stra, Italia

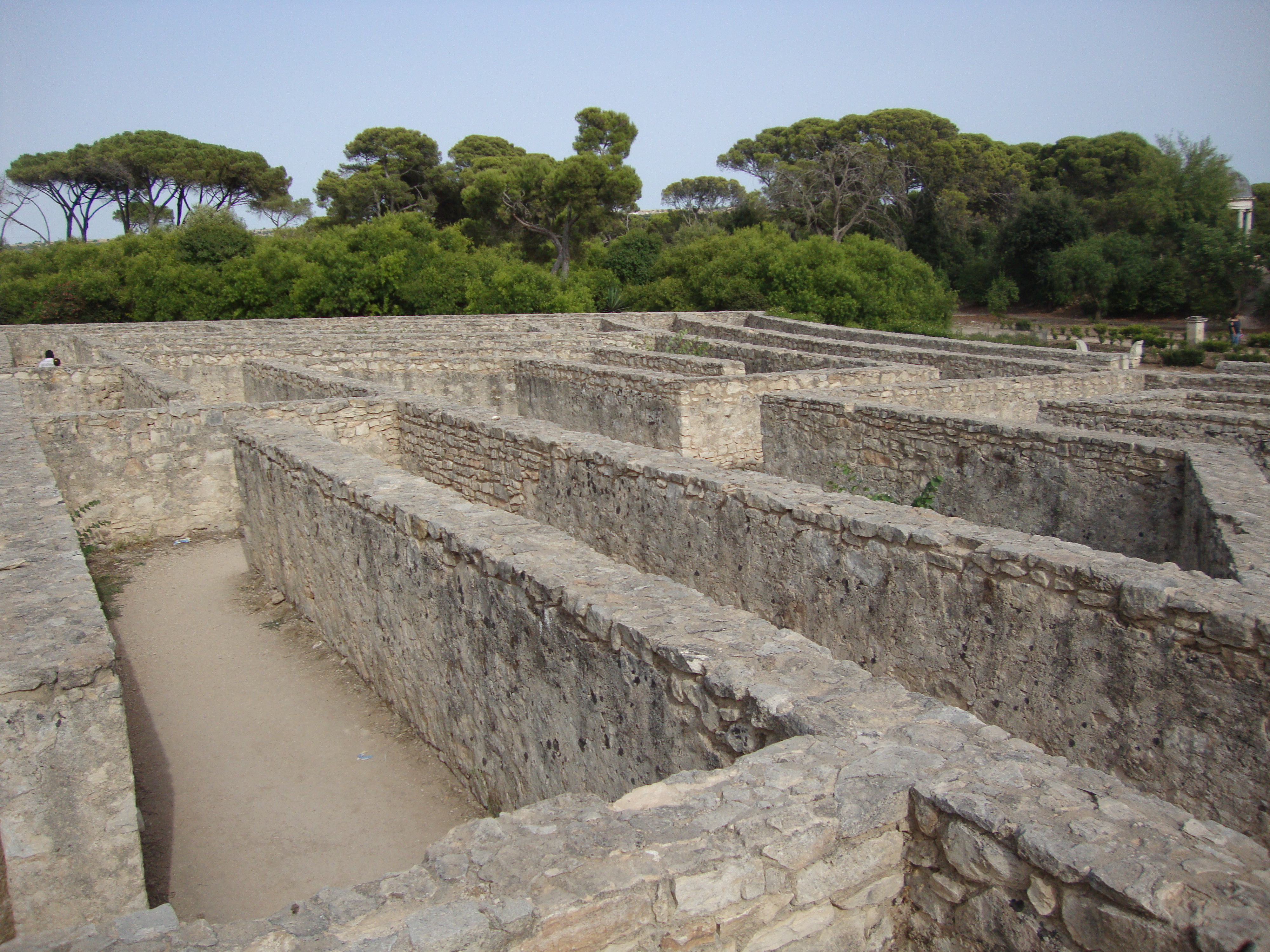
Labirinto in pietra del Castello di Donnafugata, Sicilia

Parco del Labirinto d'Horta, Barcellona, Spagna

- Castello di Schönbrunn, Vienna ( patrimonio dell'umanità dall'UNESCO)

Belgio
- Barvaux-Durbuy[27], Durbuy

Danimarca
- Labirinti del Castello di Egeskov (4 labirinti: uno di larici, uno di faggi, uno di tassi e uno di salici)
- Labyrinthia[28], Silkeborg
- Samsø Labyrinten[29], Samsø

Finlandia
- Jatulintarha
- Labirinto del Moomin World[30], Naantali

Francia
- Labirinto del castello di Cormatin, Borgogna
- Labirinto del Castello di Chenonceau (Chenonceaux)[31]

Germania
- Irrgarten[32], Altjeßnitz, Sassonia-Anhalt
- Parco di palazzo Schönbusch[33], Aschaffenburg, Baviera
- Erholungspark Marzahn[34], Berlino
- Hortus Vitalis - Der Irrgarten[35], Bad Salzuflen, Renania Settentrionale-Vestfalia

Gran Bretagna
- Alnwick Castle, Alnwick, Northumberland
- Blackpool Pleasure Beach[36], Blackpool, Lancashire
- Blake House Craft Centre[37], Braintree, Essex
- Labirinto del Blenheim Palace, Woodstock, Oxfordshire
- Peace Maze[38], Castlewellan, Irlanda del Nord (il più grande labirinto di siepi permanente al mondo)
- Labirinto della Chatsworth House[39], Chatsworth, Derbyshire
- Crystal Palace Park[40], Londra
- Greys Court Maze[41], Rotherfield Greys, Oxfordshire
- Giardini di Hampton Court, Richmond upon Thames, Londra
- Hoo Hill Maze[42], Shefford (Bedfordshire)
- Kentwell Hall[43], Long Melford, Suffolk
- Labirinto del castello di Leeds[44], Maidstone, Kent (è un esempio di labirinto non semplicemente connesso per cui non vale la regola della destra)
- Longleat Maze[45], Longleat, Wiltshire
- Murray Star Maze[46], Scone Palace, Perth
- Noah's Ark Zoo[47], Bristol
- Parco a tema Paultons Park[48], Hampshire
- Richings Park Amazing Maize Maze, Iver, Buckinghamshire
- The Amazing Hedge Puzzle[49], Ross-on-Wye, Herefordshire
- Labirinto di Worden Park, Leyland, Lancashire

Italia
- Labirinto del Castello di Donnafugata, provincia di Ragusa
- Villa Pisani, Stra, provincia di Venezia
- Labirinto di Porsenna, Chiusi, provincia di Siena
- Giardino di Villa Barbarigo a Valsanzibio (frazione di Galzignano Terme), provincia di Padova
- Labirinto della Tenuta Kränzel[50], Cermes, Provincia autonoma di Bolzano
- Labirinto di Villa Garzoni, Collodi, provincia di Pistoia
- Labirinto di Giardino Giusti, Verona
- Labirinto del Parco della Preistoria, Rivolta d'Adda, provincia di Cremona
- Labirinto Borges[51] presso la Fondazione Giorgio Cini, Isola di San Giorgio Maggiore, Venezia
- Labirinto del Castello di San Pelagio[52], Padova
- Labirinto del Parco Giardino Sigurtà, Valeggio sul Mincio (VR) di Adrian Fisher
- Labirinto della Masone, Castelli del ducato di Parma e Piacenza, Fontanellato, Parma
- Labirinto del Castello di Masino, a Caravino (TO)
- Castello di Monte Vibiano Vecchio, in comune di Marsciano (PG)
- "Labirinto del passato", nel Castello Bufalini, San Giustino (PG)
- La Scarzuola, frazione Montegiove, in comune di Montegabbione (TR)
- Giardino della Villa Doria Pamphilj al Gianicolo, Roma
- Giardino del Castello Ruspoli a Vignanello (VT)
- Labirinto di Stavello a Valdilana (BI), nell'Oasi Zegna[53]
- Parco della biodiversità mediterranea a Catanzaro, Italia
- Parco Museo Santa Barbara a Mammola, Italia
- "Labirinto di lavande", Conservatorio botanico I giardini di Pomona[54], Cisternino (BR)

Spagna
- Amaze'n Laberintos[55], Playa de Muro, Maiorca
- Parque del laberinto de Horta[56], Barcellona
- Labirinto del cammino di Santiago[57], Astorga

Svizzera
- Labirinto di Evionnaz[58], Svizzera, considerato il più grande del mondo[59].

### America
Stati Uniti
- Labirinto di Harmony, New Harmony